# Zováth János
Zováth János (Gödöllő, 1977. február 25. –) magyar labdarúgó, hátvéd, jelenleg a Jászapáti VSE játékosa, posztját tekintve középpályás. Többszörös utánpótlás válogatott.

## Pályafutása
A BVSC csapatában kezdte profi pályafutását, első NB I-es mérkőzését 1995. március 4-én játszotta, amelyet csapata 2–1-re elvesztett a Matáv Sopron ellen. Első NB I-es gólját a Stadler FC-nek lőtte.
2003 tavaszától az FTC játékosa, itt először tétmérkőzésen 2003. március 4-én lépett pályára a ZTE ellen 2–0-ra megnyert kupamérkőzésen. A 2003–2004-es szezonban 16 bajnoki mérkőzésen lépett pályára, de gólt nem szerzett. A 2004–2005-ös UEFA-kupa csoportkörébe jutott csapat tagja is volt. 2004 telén közös megegyezéssel szerződést bontottak.
2005 tavaszán a ciprusi AÉ Páfosz játékosa volt, amely 12. lett a 14 csapatos bajnokságban és kiesett az élvonalból. Az egyik bajnoki mérkőzésen súlyos sérülést szenvedett, a támaszkodó lábára ráesett az ellenfél játékosa, emiatt elülső keresztszalag-szakadást szenvedett.
Ezután hazatért Magyarországra, régi csapatához, a Vasashoz. Az itt eltöltött egy szezon alatt 25 mérkőzésen lépett pályára, jelentős sikereket nem ért el, a kiesést is csak az FTC kizárása miatt kerülték el. Következő egyesülete az NB I-be akkor feljutott Paksi FC lett. Az itt töltött szezonokban stabil kezdőember volt a középcsapatnak számító együttesben, de különböző sérülések miatt többször is műteni kellett, így hosszabb kihagyásokra kényszerült.
2010. nyarán a jelentősen megerősített NB III-as Egri FC-hez igazolt, ahol a szezon végén bajnoki címet ünnepelhetett.
2011. júliusában 2 évre aláírt az NB II-es Mezőkövesd-Zsóry SE csapatához.
2012 februárjában a Szolnok csapatához szerződött.

### Válogatott
Többszörös utánpótlás válogatott. Részt vett az 1997-es U20-as világbajnokságon, Argentína és Ausztrália ellen lépett pályára.
A felnőtt válogatottban nem szerepelt, csak kerettagságig jutott.

## Sikerei, díjai
BVSC
- Magyar bajnoki ezüstérmes: 1995–96
- Magyarkupa-döntős: 1996, 1997, 1998

Vasas SC
- Magyar bajnoki bronzérmes: 1999–00, 2000–01
- Magyarkupa-döntős: 2000, 2006

FTC
- Magyar bajnok: 2003–04
- Magyar bajnoki ezüstérmes: 2002–03, 2004–05
- Magyarkupa-győztes: 2003, 2004
- Magyarkupa-döntős: 2005
- Magyar szuperkupa-győztes: 2004
- Magyar szuperkupa-döntős: 2003

Paksi FC
- Ligakupa-döntős: 2010

Egri FC
- NB III bajnok: 2010-11